# Belocera ampelocalama
Belocera ampelocalama är en insektsart som beskrevs av Chen och Yang 2007. Belocera ampelocalama ingår i släktet Belocera och familjen sporrstritar. Inga underarter finns listade i Catalogue of Life.